# 押し売り
押し売り（おしうり）とは、買う意志のない者に対して無理矢理に売りつけること。

## 概要
相手に買う意思がないのに、無理矢理売りつける行為は刑法第223条の強要罪に該当する。
昭和30年代には、主婦が一人でいる時間を見計らって玄関に上がり込み、粗悪なゴムひもや縫針などを法外な値段で売りつけることがしばしば存在した。当時は電話機の無い家庭も多く、助けを求めることは困難であった。
現在、各地方自治体の迷惑防止条例では「売買等の申込みを拒まれても、物品を展示したり座り込む等をしてその場から立ち去らないこと」を押し売りと定義して、刑事罰を規定している。
転じて、マスメディアなどがその気のない者達に特定のイデオロギーを押し付けようとしているのが見え見えなときに、「感動の押し売り」など、批判的な言葉として使用されることがある。